# Zákrsek

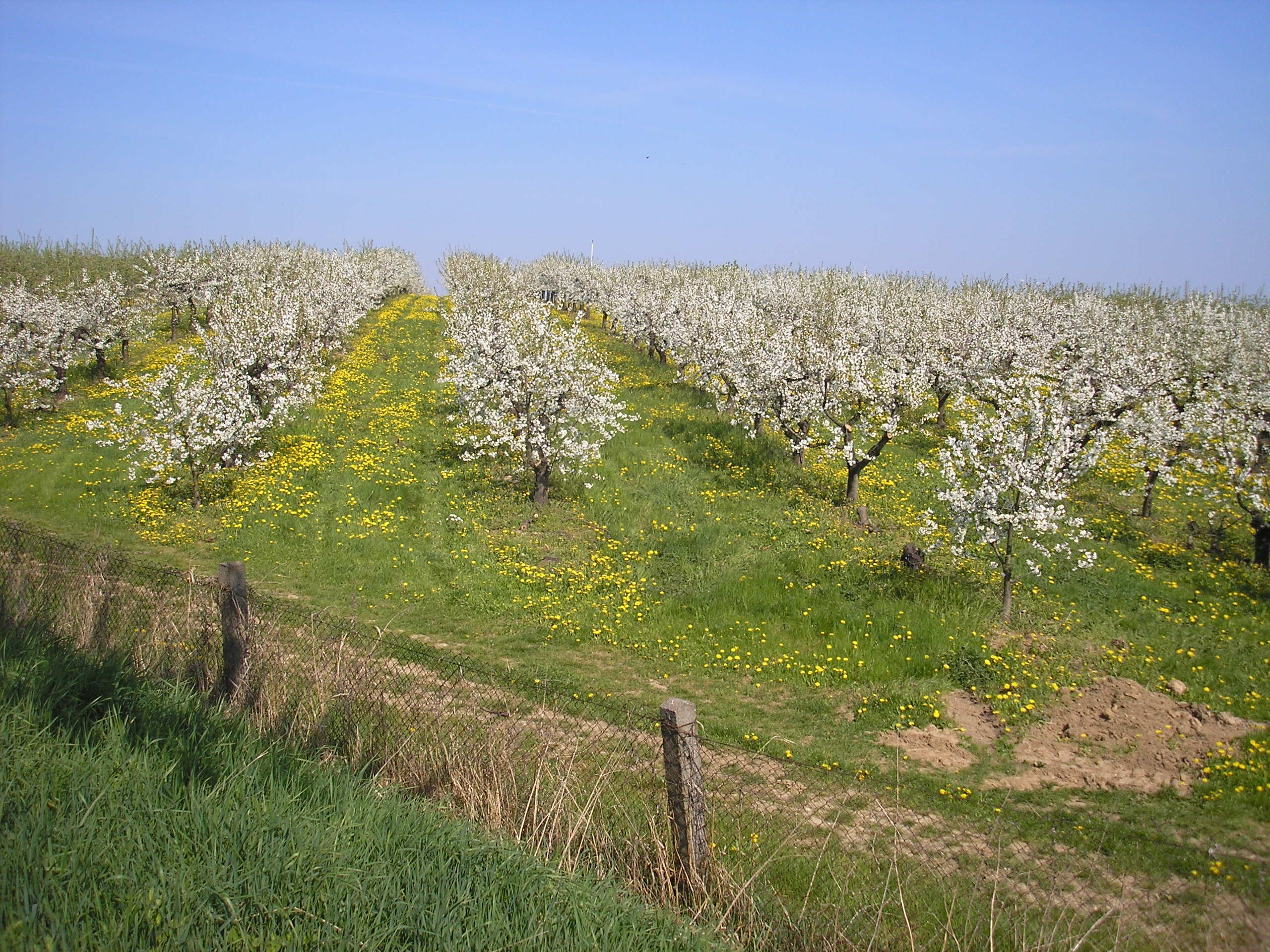
Zákrsky v jabloňové plantáži

Zákrsek je odborný termín, který označuje v ovocnářství ovocnou dřevinu, jejíž výška kmene dosahuje od povrchu země k rozvětvení 60–90 cm. Zákrsek je tvar používaný při intenzivním pěstování ovoce. Při pěstování ovoce v tomto tvaru jsou použity slabě rostoucí podnože a slaběji rostoucí odrůdy. Při výsadbě zákrsků je používán hustější spon, než při výsadbě vysokokmenů. Během pěstování dochází rychle k nástupu do plodnosti, ale i k rychlému stárnutí rostliny. Plodnost u jabloní na zákrsku přichází čtvrtým rokem od výsadby. Deset let po výsadbě je zákrsek za hranicí plné plodnosti.

## Spon
Pro intenzivní výsadby na plantáži je používán spon 3,5–5 x 3,5–5 m. 

## Popis
Zákrskové výsadby se zakládají jako prostorové, volnější tvary ve sponu 5×4, 5×3 m. Jsou vhodné pro zahrádky. V tržním ovocnářství mají rozhodující význam pásové výsadby zákrsků ve sponu 5×3, 5×2,5 m, kde je koruna zploštěná do podlouhlého půdorysu. 

### Jabloň
Zákrsek je slabě vzrůstná odrůda naštěpovaná na podnoži M9, J-TE-E, J-TE-H, M26, P 60. 
Někdy jsou uváděny jako vhodné i podnože M 1, 2, 7,  M 4, 11 a A2, pro výjimečné případy. Tyto podnože se však obvykle používají pro vysokokmeny, jsou bujně nebo středně vzrůstné a tedy pro zákrsky, zejména s ohledem na způsob údržby zcela nevhodné. Prodávaný výpěstek se zapěstovanou korunou musí mít založenou korunku složenou ze 4–5 výhonů.

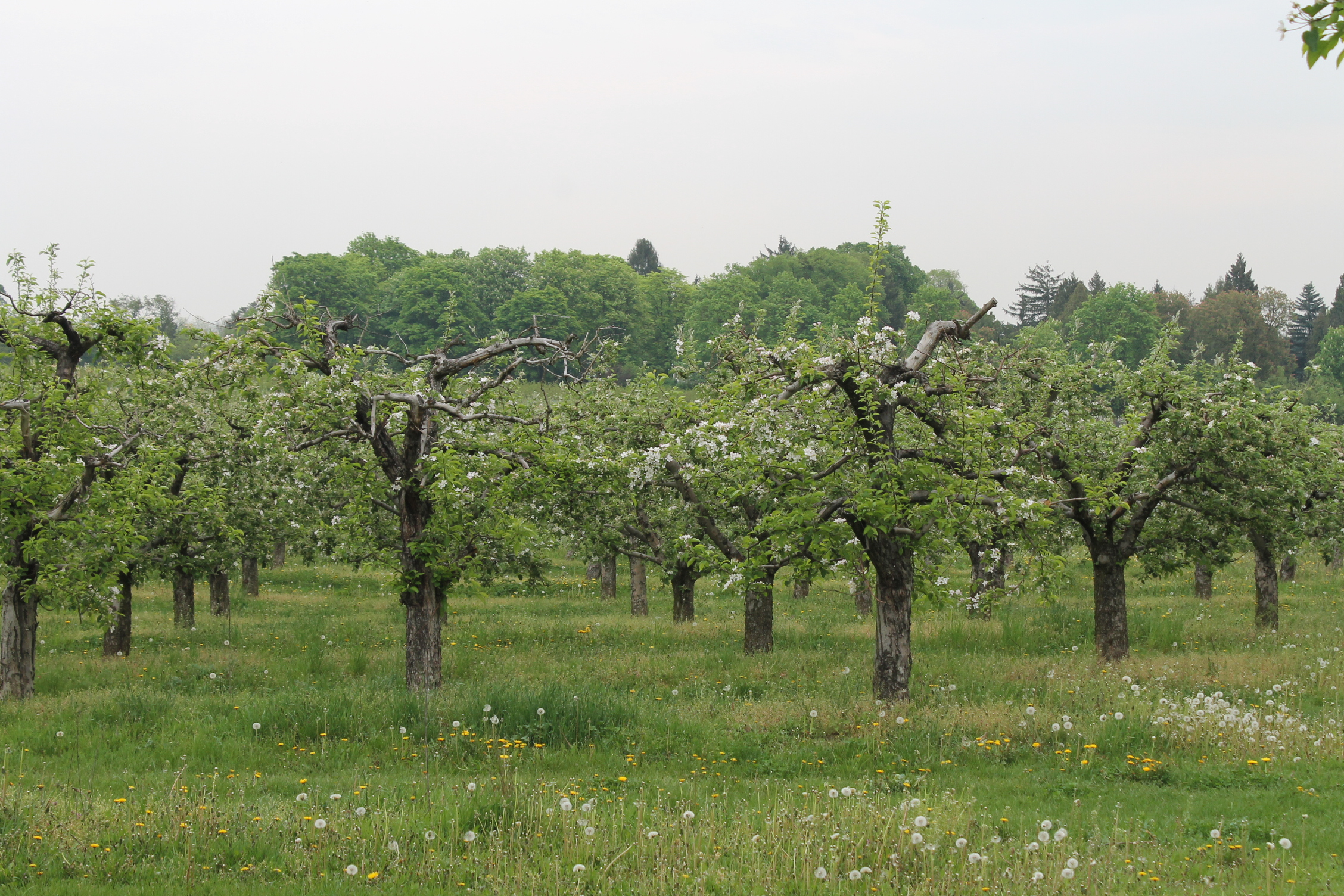
Přestárlé zákrsky.

## Oceňování
Podle ovocnářské teorie starší než dvacetileté zákrsky jabloní nebo broskvoní lze považovat za téměř bezcenné dřeviny jak z hlediska zastaralé odrůdy, promoření nebo poškození plantáže chorobami, zamoření půdy pesticidy, tak s ohledem na klesající tendenci plodnosti. Ačkoliv praxe mnohdy ukazuje že je třeba hodnotit stav každé ovocné plantáže (nebo dřeviny) individuálně, je tento fakt obecně platný a zohledňuje jej i oceňování porostů ovocných dřevin podle zákona.

## Problémy
- Pro dřeviny pěstované jako zákrsky jsou mnohdy použity nevhodné (vzrůstné) podnože a nevhodné (vzrůstné) odrůdy. Takové dřeviny pěstované jako zákrsek mohou být zcela nezpůsobilé pro dané stanoviště a téměř nebo zcela neplodné (vlivem údržby).
- Zákrsky vzhledem k výšce koruny trpí v některých polohách více houbovými chorobami, zejména padlím.
- Odrůdy používané pro zákrsky jsou obvykle náročné na nákladnou pravidelnou chemickou ochranu a trpí chorobami a škůdci.
- Odrůdy používané pro zákrsky jsou náročné na pravidelný řez, který je nákladný. Nevhodně provedený nebo neprovedený specifický řez vyžadovaný zákrskem může být důvodem neplodnosti, vážně snížené plodnosti nebo předčasného stárnutí.

## Výhody
- Velmi rychlý nástup do plodnosti
- Vyšší výnos při menším sponu oproti méně intenzivním tvarům.
- Podstatně vyšší kvalita a velikost plodů
- Snazší intenzivní údržba (u některých ovocných tvarů je například chemická ochrana nemožná nebo neefektivní)
- Snazší sklizeň a nižší náklady na sklizeň.